# 国民革命军第二十四军
国民革命军第二十四军是四川军阀刘文辉的基本部队。它是由四川省省軍部隊為基礎，附隨著劉文輝而擴大，最終向中國人民解放軍投降。

## 历史
劉文輝早期為四川陸軍第八師獨立旅旅長，該旅先是獨立為四川陸軍第一混成旅，後擴編為四川陸軍第九師，該師下轄四川陸軍第17、18旅。
在四川軍閥們驅離劉成勳後，劉文輝在1925年被推舉為四川軍務善後督辦，獲得了四川省軍政職權，劉文輝先是將第17旅擴編為四川陸軍第六混成旅，隨後以第九師為基礎，軍力擴編為4個陸軍師、6個混成旅、1個憲兵大隊、1個殖屯軍、1個獨立營。最後這些部隊在民國十五年（1926）11月宣告依附國民政府時，通通被劃入國民革命軍第二十四軍序列，因此二十四軍的編制非常龐大且混雜，最初編制達4個師(路)、10個混成旅之多。
民國十六年（1927），二十四軍收編劉成勳的國民革命軍第二十三軍後，規模達7個路、13個混成旅，與川康邊防司令部，實際兵力超過10萬。
民國十七年（1928）10月，為呼應南京國民政府的裁軍呼籲，二十四軍縮編為三個師（第1師、第2師、第3師），川康邊防司令部下轄4個旅，但二十四軍所屬的師級單位編制有3個旅，所以該軍規模仍有11個旅，近6萬人的數量。但隨後又恢復編制，在二劉之戰之前，二十四軍的實際戰力持續維持在10萬人左右。
刘文辉败给刘湘后，退至雅安，二十四軍此時下轄兩個師（第1師，師長劉文輝；第2師，師長向育仁），師下轄2個旅，另設置寧屬屯殖司令（刘元璋）、康屬屯殖司令（唐英）
民國二十四年（1935），國民政府進行全國部隊番號統一整編。整編後二十四軍，所屬有國民革命軍第136師（師長陳光藻）、137師（師長劉元瑭）、138師（師長唐英）、軍直屬旅（旅長余松琳）。三個師下轄步兵旅並無完成中央化之編制整編作業，因此仍然從一起計，分別為第1旅（楊學端）、第2旅（劉元瑄）、第3旅（袁鏞）、第4旅（楊生武）、第5旅（張巽中）、第6旅（劉元琮）。總和兵力7個旅，約3.5萬人。二十四軍至抗戰前人事主要是劉文輝的劉氏親屬與川軍舊部出任，屬於附隨中央政府，但中央政府無法介入部隊人事的旁系部隊。
民國二十六年（1937），抗戰爆發，二十四軍增編騎兵團，但138師番號則被收回，原先的部隊員額則轉入清鄉司令部和獨立團。
民國二十九年（1940），137師刘元瑭以抗日之名脫離二十四軍指揮，該師有一定數量的部隊脫離二十四軍系統。這個部隊後在胡宗南協助下充實戰力，成為國民革命軍新編第37師，並與國民革命軍第34師部分部隊合組為國民革命軍新編第十二軍，刘元瑭出任該軍軍長。仍留在劉文輝麾下的137師殘留部隊則由副軍長陳光藻轉任137師師長，重建部隊。
抗战末期，第二十四军编制为：
- 第136师劉元瑄驻西昌
- 第137师刘元琮驻雅安
- 直属旅旅长刘文辉之婿伍培英，驻康定

1949年筹划起义投共，劉元瑄升为第二十四军军长，驻雅安；伍培英升为第136师师长，驻西昌；刘元琮任副军长兼第137师师长，驻雅安。西康省宁属专区预定以伍培英和原宁属屯垦委员会袁品文负责，雅属专区由刘元瑄和西康省保安副司令王靖宇负责，康属专区由省民政厅厅长张为炯和原西康屯垦司令唐英负责。